# سینتیا الکساندریا پرت
سینتیا الکساندریا پرت (۵ نوامبر ۱۹۴۵) یک سیاستمدار باهامایی است که از ۱ سپتامبر ۲۰۲۳ به عنوان دوازدهمین فرماندار کل باهاما منصوب شده است.

## اوایل زندگی و تحصیلات
سینتیا پرت در ۵ نوامبر ۱۹۴۵ در خانواده «هرمان» و «رُز موکسی» به دنیا آمد و تحصیلات اولیه خود را در مدارس وودکاک و وسترن جونیور گذراند. پرت وارد دانشکده پرستاری بیمارستان پرنسس مارگارت شد و در سال ۱۹۶۳ به عنوان یک پرستار آموزش دیده فارغ‌التحصیل شد سپس در همان بیمارستان به مدت چهارده سال به عنوان پرستار اتاق عمل خدمت کرد. پس از آن پرت کار خود را ترک کرد و در سال ۱۹۷۸ به تدریس تربیت بدنی روی آورد.
او در طول تحصیل خود در کالج سنت آگوستین در کارولینای شمالی، به عنوان سرمربی تیم سافت بال نیز مشغول به کار شد. او مدرک لیسانس علوم را در رشته بهداشت و آموزش و رشته جامعه‌شناسی دریافت کرد. در سال ۱۹۹۳، کالج سنت آگوستین به او مدرک دکترای افتخاری انسان‌شناسی اعطا کرد. او سال‌ها به‌عنوان رئیس بخش باهاما در انجمن فارغ‌التحصیلان سنت آگوستین خدمت می‌کرد.
سینتیا پرت تیم ملی سافت بال زنان باهاما را به مدال برنز در بازی‌های جهانی در سانتا کلارا کالیفرنیا در سال ۱۹۸۱ رساند. در جریان همین بازی‌ها بود که عنوان افتخاری «مادر» را به او دادند که امروزه همچنان با همین عنوان از او یاد می‌شود. پرت همچنین عضو تیم ملی بسکتبال نیز بود.

## سیاست
پس از فارغ‌التحصیلی از کالج باهاما، پرت وارد سیاست شد و در سال ۱۹۹۷ به نمایندگی از حوزه انتخابیه سنت سیسیلیا به عضویت پارلمان درآمد. او به مدت ۱۵ سال به عنوان نماینده پارلمان در حوزه انتخابیه سنت سیسیلیا خدمت کرد.
در سال ۲۰۰۲، پس از پیروزی حزب لیبرال مترقی در انتخابات سراسری، پرت اولین معاون زن نخست‌وزیر باهاما شد و تا سال ۲۰۰۷ در این سِمَت باقی بود. او در سال ۲۰۰۵ زمانی که نخست‌وزیر پری کریستی دچار سکته شد، به عنوان نخست‌وزیر موقت خدمت کرد.
پرت همچنین اولین زنی بود که به عنوان وزیر امنیت ملی در باهاما خدمت کرد. او از سال ۲۰۰۲ تا ۲۰۰۷ این مقام را در اختیار داشت.

## فرمانداری کل
پرت چندین بار به عنوان معاون فرماندار کل باهاما خدمت کرد.
در اوت ۲۰۲۳، نخست‌وزیر فیلیپ دیویس اعلام کرد که به پادشاه چارلز سوم توصیه کرده است که پرت به عنوان فرماندار کل بعدی باهاما منصوب شود. در ۱ سپتامبر ۲۰۲۳، پرت به عنوان دوازدهمین فرماندار کل باهاما طی مراسمی در خانه دولت سوگند یاد کرد. پرت در سخنرانی افتتاحیه خود به عنوان فرماندار کل گفت:
به عنوان یک مادر چشم و گوش من همیشه به روی نیازهای جوانانمان و اهمیت انجام هر کاری که در توان داریم برای ارتقای آنها به گونه‌ای که آنها در بزرگسالی و به نسل بعد به ارث می‌رسند باز است. مسئولیت ما توسعه مستمر ملت ماست— سینتیا الکساندریا پرت

## افتخارات
در سال ۲۰۱۸، پرت به عنوان یک منتخب مردمی باهاما انتخاب شد. در مراسم افتخارات استقلال در سال ۲۰۲۳، پرت به عنوان یکی از همراهان همیشگی مردم باهاما انتخاب شد.
به محض به دست گرفتن پست فرمانداری کل، پرت نشان افتخار ملت باهاما را دریافت کرد و به عنوان صدراعظم انجمن افتخارات ملی باهاما سوگند یاد کرد.
او در سال ۲۰۲۳ نشان سنت مایکل و سنت جورج را دریافت کرد.

## زندگی شخصی
پرت با جوزف بی پرت ازدواج کرد و دارای ۶ فرزند است.
در ۱۰ نوامبر ۲۰۱۷، پرت زندگی‌نامه خود را با عنوان «یک زن معمولی از قلب شهر» منتشر کرد که توسط نشریه اسکالر بوکز منتشر شد. آلبرت کاکس ریاست نشریه منتشر کننده کتاب او گزارش داد که ۳۵۰۰۰ نسخه از کتاب پرت فروخته شده است. ورنون لینچ، برادر ادی مورفی، گفته است که کتاب پرت را به فیلم تبدیل خواهد کرد.